# Емил Каменов
Емил Каменов (Београд, 1940 - Нови Сад, 13. април 2017) био је српски педагог, професор Филозофског факултета у Новом Саду. Подручја којима се бавио: предшколска педагогија као наставна и научна дисциплина, методика васпитно-образовног рада са предшколском децом, универзитетска педагогија, стратегија развоја система васпитања и образовања у условима транзиције...

## Биографија
Рођен је у Београду, од мајке Надежде и оца Емилијана. Основну школу је учио у Београду, Рогашкој Слатини, Љубичеву и Крушевцу, а гимназију у Крушевцу, Рачи Крагујевачкој, Смедеревској Паланци, Приштини и Ћуприји. На Филозофском факултету у Београду, одсек Педагогија, дипломирао је 1967. године, а 1974. године, одбранивши тезу Могућности утицаја на формирање геометријских појмова методом игре завршио је магистарске студије. Био је стипендиста француске владе у организацији Националног института за педагошка истраживања и документацију (ИНДРП) у Паризу, 4 месеца 1975. године. Докторску дисертацију Могућности деловања на дечју интелигенцију системом дидактичких игара одбранио је 1979. године.
Радну каријеру започиње као наставник математике у Основној школи у Трубаревцу (1962/63), васпитач у интернату Школе ученика у привреди, Јаша Томић (1964/65), наставник математике у Основној школи у Петровцу (1965/66), професор педагогије у Школи за васпитаче у Кикинди (1967/68), а затим као професор педагогије у Школи за васпитаче у Новом Саду (1969/70). На Филозофском факултету у Новом Саду почиње да ради 1974. године као виши стручни сарадник. На истом факултету биран је у звање доцента 1980. године, у звање ванредног професора 1987. године, а 1992. године и редовног професора за предмет Предшколска педагогија.
Приликом студијских боравака у иностранству говорио је на скуповима широм Европе: у Паризу, Нирнберг-Ерлангену, Зоненбергу, Марбургу, Ослу, Варшави, Лођу, Печују, Пловдиву, Солноку, Сегедину, Старој Загори и свим југословенским републикама. 

### Научни пројекти
Као руководилац, носилац и члан, активно је учествовао у више научних пројеката Схватања васпитача дечјих вртића о циљу васпитања на предшколском узрасту, Филозофски факултет, Нови Сад, 1975-1976; Потребе и могућности за модернизацију Програма и Норматива за предшколско васпитање и образовање за децу до 3. године, Институт за педагогију, Нови Сад, 1981-1986; Наставници и осавремењивање универзитетске наставе, Центар за развој Универзитета, Нови Сад, 1984; Неговање стваралаштва и обезбеђивање субјекатске позиције предшколског детета у игри, у оквиру пројекта Опште и стручно васпитање и образовање у улози оспособљавања за рад, слободно време и стваралаштво у систему васпитања и образовања, Нови Сад, 1986-1990; Развој креативности у функцији еманципације личности путем ликовног васпитања, Институт за педагошка истраживања, Београд, 1986-1987; Пројекат Министарства за науку и технологију РС Квалитет и ефикасност образовања као чиниоци личног развоја и друштвеног прогреса, 1996-2000; Пројекат Министарства за науку и технологију РС Стратегија реформе система васпитања и образовања у условима транзиције, 2002-2004; Пројекат Министарства за науку и технологију РС Европске димензије промена образовног система у Србији, 2005-2006.
Умро је у Новом Саду, 13. априла 2017. године

## Чланство у удружењима
- Члан Секције за предшколско васпитање Педагошког друштва РС, од њеног оснивања.
- Члан Удружења универзитетских наставника и научних радника САПВ, од 1973. године.
- Члан Уметничког већа Змајевих дечјих игара, одлука Управног одбора од 1992. године.
- Члан француског огранка организације International Council for Children's Play – Association francaise pour l'éducation par le jeu, од 1987. године.
- Редовни је члан Српске академије образовања у Београду од 17. 2. 2007.[2]